# Abóbora

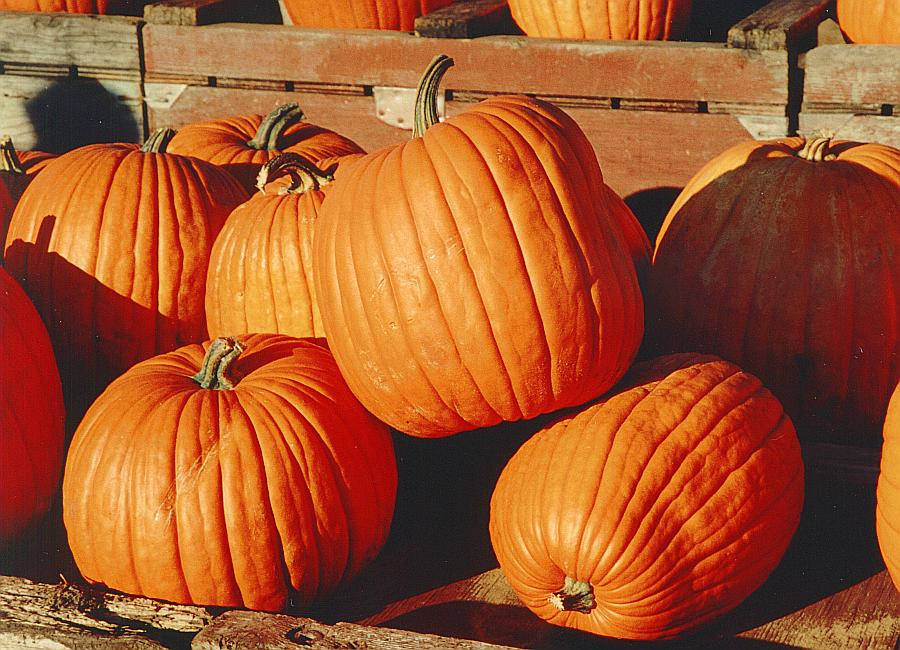
Abóboras

Abóbora ou jerimum, fruto da aboboreira, é uma designação popular atribuída a diversas espécies de plantas da família Cucurbitaceae (ordem Cucurbitales), nomeadamente às classificadas nos géneros:
- Abobra - uma única espécie, nativa da América do Sul
- Cucurbita - género que inclui os tipos de abóbora mais comuns e a abobrinha (courgette/zucchini).[1][2]

## Etimologia
A etimologia de abóbora é incerta, podendo derivar do Latim *apopore, do Grego Antigo pepon (πέπων "melão grande") através do Latim, ou do Ibero-Romano *apopŏres. Já a palavra jerimum tem origem no tupi antigo, língua em que a palavra aparece em várias grafias diferentes: îurumũ, îarumũ, îeremuîé, entre outros étimos que se encontram em nomes derivados (îeremũ-pakobá, jerimum pacova, îerumũeté, jerimum verdadeiro).

## Cultivo
As abóboras são cultivadas em todo o mundo por várias razões, desde propósitos agrícolas (como ração animal) até vendas comerciais e ornamentais.  Dos sete continentes, apenas a Antártica é incapaz de produzir abóboras. A abóbora tradicional americana usada para o Halloween é a variedade do campo de Connecticut.
|                                |                                         |                               |                               |
| Sementes maturadas de abóbora. | Flores. A flor da abóbora é comestível. | Campo de cultivo de abóboras. | Vista interna de uma abóbora. |

## Produção mundial
| País                                                                | Produção em 2018 (toneladas anuais) |
| ------------------------------------------------------------------- | ----------------------------------- |
| China                                                               | 8.133.734                           |
| Índia                                                               | 5.569.809                           |
| Ucrânia                                                             | 1.338.000                           |
| Rússia                                                              | 1.189.539                           |
| México                                                              | 776.073                             |
| Espanha                                                             | 717.645                             |
| Estados Unidos                                                      | 683.038                             |
| Turquia                                                             | 616.777                             |
| Itália                                                              | 596.397                             |
| Malawi                                                              | 480.233                             |
| Fonte: Organização das Nações Unidas para Alimentação e Agricultura |                                     |

## Cultura

### Halloween
As abóboras são popularmente esculpidas em lanternas decorativas chamadas jack-o'-lanterns durante a época de Halloween. Essa tradição se originou na Grã-Bretanha e a na Irlanda, onde eram usados nabos, beterrabas e rutabagas, conseguindo assim um rosto mais alongado semelhante ao de um humano, tanto em forma como em cor.
A prática de esculpir abóboras no Halloween se originou a partir de um mito irlandês sobre um homem chamado "Stingy Jack". O nabo é tradicionalmente usado na Irlanda e na Escócia no Halloween, mas os imigrantes da América do Norte usavam a abóbora nativa, que eram muito, facilitando o tamanho das esculturas. Até 1837, o jack-o'-lantern aparece como um termo para uma lanterna de legumes esculpida, e a associação de lanterna de abóbora esculpida com o Halloween é registrada em 1866.
Nos Estados Unidos, a abóbora esculpida foi associada à época da colheita em geral, muito antes de se tornar um emblema do Halloween. Em 1900, um artigo sobre entretenimento do Dia de Ação de Graças recomendou um jack-o'-lantern aceso como parte das festividades que incentivam crianças e famílias a se unirem para fazer seus próprios jack-o'-lanterns.
A associação de abóboras durante a época de colheita e a torta de abóbora no Dia de Ação de Graças canadense e americano reforçam o papel icônico da abóbora. A Starbucks transformou essa associação em marketing com seu latte de especiarias para abóbora, introduzido em 2003. Isso levou a uma tendência notável em produtos alimentícios com sabor de abóbora e especiarias na América do Norte. Isso apesar do fato de os norte-americanos raramente comprarem abóboras inteiras para comer, exceto quando esculpem lanternas de jack-o '. A agricultora de Illinois Sarah Frey é chamada "a Rainha das Abóboras da América" e vende cerca de cinco milhões de abóboras por ano, predominantemente para uso como lanternas.
| |                                 |                                  |
| Uma lanterna de nabo (rutabaga) irlandesa tradicional de Halloween em exibição no Museum of Country Life, Irlanda. | Jack-o'-lantern's esculpidos... | ...em abóboras para o Halloween. |

### Festivais e competições de abóbora

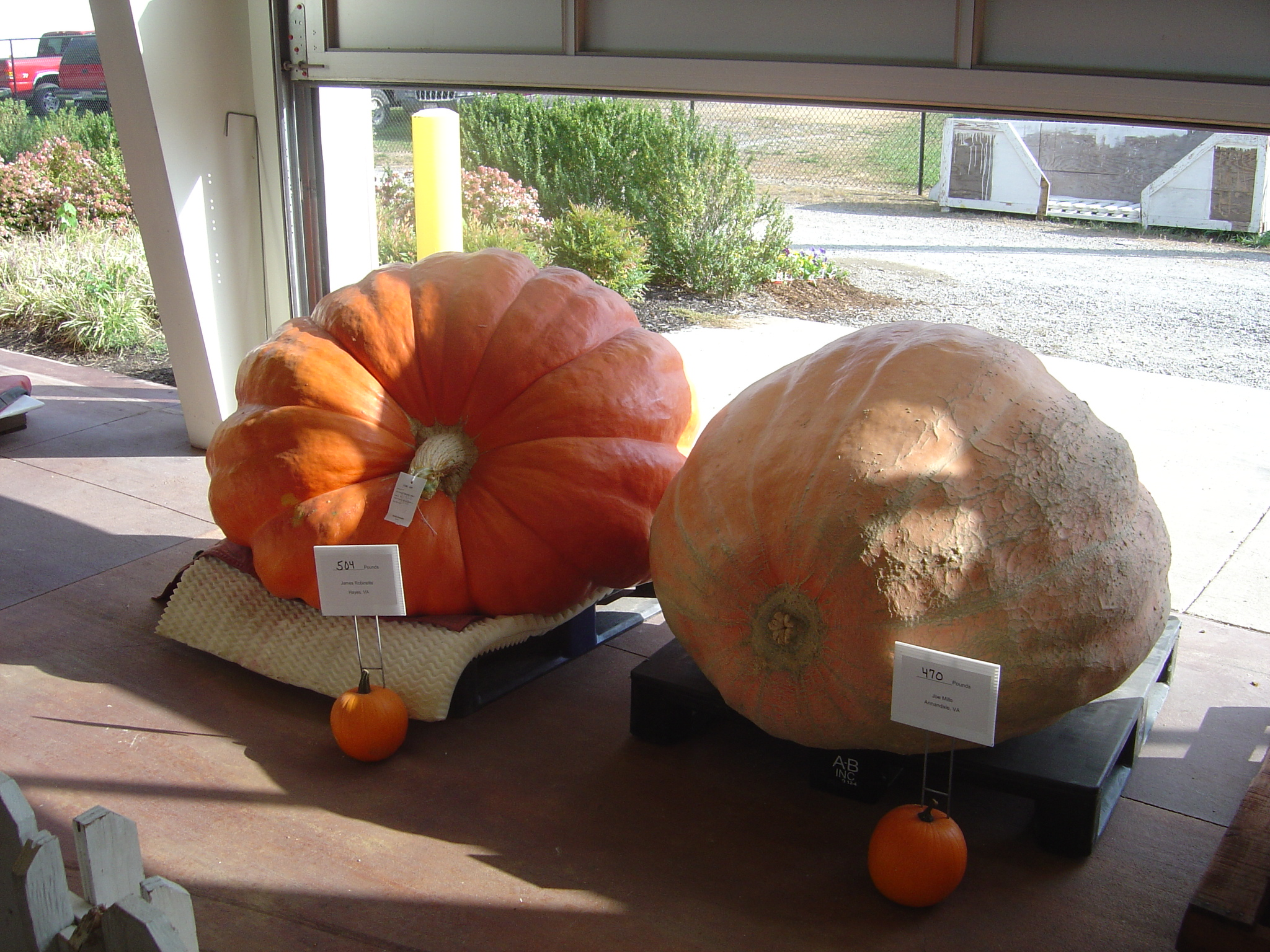
Abóboras gigantes cultivadas para competições de tamanho

"Abóboras gigantes" são variantes alaranjadas da abóbora gigante, Cucurbita maxima. Os produtores dessas "abóboras" geralmente competem para ver quais são as mais maciças. Os festivais costumam ser dedicados à abóbora e a essas competições.
O recorde da abóbora mais pesada do mundo, 1.190,5 kg (2.624,6 lb), foi estabelecido na Bélgica em 2016.
Nos Estados Unidos, a cidade de Half Moon Bay, na Califórnia, realiza um Festival anual de Arte e Abóbora, incluindo o Campeão Mundial de Pesagem de Abóbora.

## Utilização
Sua semente é um vermífugo natural. Na Europa Central, tipicamente, produz-se óleo de semente de abóbora usado em culinária, cosmética e medicina fitoterápica.
Nos Estados Unidos fabrica-se cerveja de abóbora.
Em Portugal, a abóbora tem vindo a conquistar hábitos alimentares mais amplos, após a ideia antiga de se tratar de uma cultura secundária mais destinada à alimentação animal. É agora utilizada sobretudo na confecção de doces e de sopas.
Suas flores, comestíveis, são comumente usadas na culinária da Itália sendo classificadas como PANC (planta alimentícia não convencional) no Brasil. Suas sementes, folhas e brotos, igualmente comestíveis, geralmente não são empregadas na alimentação humana, sendo também categorizadas como PANC's.
No Brasil é muito comum encontrar preparações com abóbora devido ao seu custo benefício. Algumas das principais preparações com abóbora são:
- Tortéi
- Doce de abóbora
- Nhoque de Abóbora
- Abóbora com Shitake
- Purê de Abóbora
- Abóbora Assada
- Sopa de Abóbora com Gorgonzola
- Risoto de Abóbora
- Moranga Caramelada
- Camarão na Moranga

|       |                   |                  |                     |                             |
| Sopa. | Torta de abóbora. | Doce de abóbora. | Cerveja de abóbora. | Óleo de semente de abóbora. |

## Produção em Portugal
74% da produção nacional de abóboras concentra-se na região Oeste. Cerca de 60% da produção nacional é exportada para Inglaterra, França e Alemanha.